# میچم (اورگن)
میچم (به انگلیسی: Meacham) یک منطقهٔ مسکونی در ایالات متحده آمریکا است که در شهرستان اوماتیلا، اورگن واقع شده‌است. میچم ۱٬۱۲۶ متر بالاتر از سطح دریا واقع شده‌است.